# Maddie Blaustein
Madeleine Joan "Maddie" Blaustein (tidigare känd som Addie Blaustein och född som Adam Blaustein), född 9 oktober 1960 på Long Island, död 13 december 2008 i Jersey City, var en amerikansk röstskådespelerska. Hon föddes intersexuellt som Adam Blaustein och könsbestämdes till en pojke. Blaustein levde under flera år som man, men övergick sedan till att vara kvinna. Hon arbetade mycket för 4Kids Entertainment och DuArt Film and Video som röstskådespelerska och en av hennes mest kända roller var som rösten åt Meowth i Pokémon. Blaustein medverkade även på One Piece, Yu-Gi-Oh! och Shadow Hearts samt att hon var mycket aktiv på Second Life. Blaustein avled i sömnen den 13 december 2008 efter att ha varit sjuk en kortare tid.